# Thomas Was Alone
Thomas Was Alone ist ein Jump ’n’ Run mit Rätselelementen, das von Mike Bithell entwickelt wurde. Als Prototyp 2010 während eines Game Jams als Flash-Browserspiel entstanden, wurde es in einer elaborierten Fassung von Bithell 2012 zunächst für Windows und macOS veröffentlicht. Es folgten Portierungen für PlayStation 3, PlayStation Vita, Linux, iOS, Android, Xbox One, PlayStation 4, Wii U und Switch.

## Beschreibung

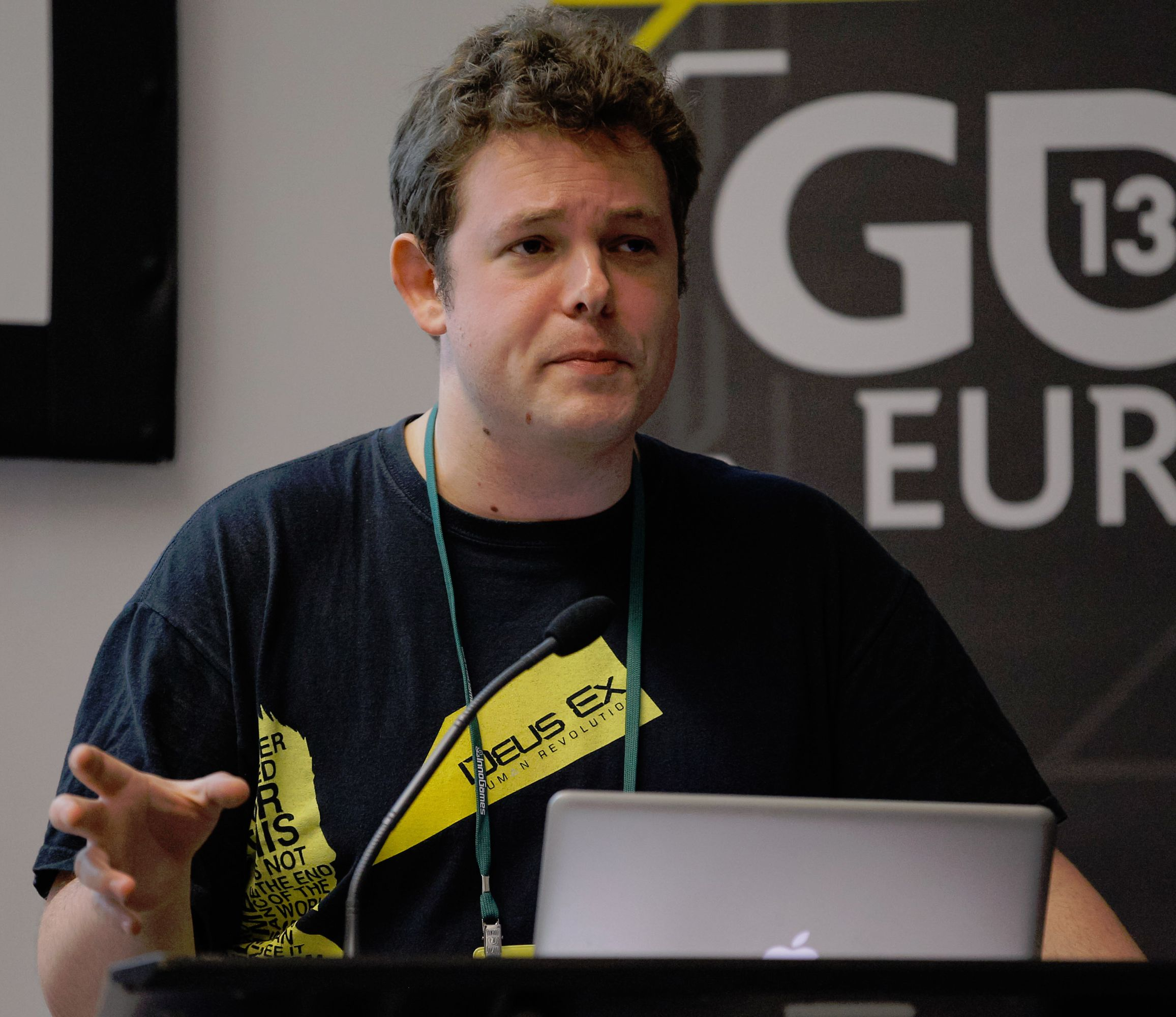
Entwickler Mike Bithell (auf der GDC Europe 2013)

In Thomas Was Alone steuert der Spieler bis zu acht verschiedenfarbige geometrische Figuren durch 100 Rätselräume. Jede Figur besitzt dabei unterschiedliche Fähigkeiten, die miteinander kombiniert werden müssen, damit alle Figuren den Ausgang erreichen. Gerahmt wird das Ganze von einer Erzählung, die von Komiker Danny Wallace eingesprochen wurde. Der namensgebende Thomas, symbolisiert durch ein rotes Rechteck, ist ein Softwareprogramm, das ein eigenes Bewusstsein entwickelt hat und seine Welt in Form einer zweidimensionalen Kulisse und andere Programme als unterschiedliche Viereck-Variante wahrnimmt. Er trifft auf weitere Programme, die jeweils eigene Persönlichkeiten besitzen und damit eine Gruppendynamik entwickeln. Gemeinsam mit ihnen erkundet Thomas die Spielwelt, wobei die Fähigkeiten aller benötigt werden, um die Level beenden zu können und daher sinnvoll miteinander kombiniert werden müssen.
| Name                       | Farbe   | Sonderfähigkeit        |
| -------------------------- | ------- | ---------------------- |
| Thomas (Thomas-AT-23-6-12) | rot     | keine                  |
| Chris                      | orange  | keine                  |
| John                       | gelb    | Hoch-/Weitsprung       |
| Claire                     | blau    | Schwimmen              |
| Laura                      | pink    | Trampolin              |
| James                      | grün    | umgekehrte Gravitation |
| Sarah                      | violett | Doppelsprung           |

Das Spiel wurde von Mike Bithell während eines 24-stündigen Game Jams als Flashspiel entwickelt. 2011 begann Bithell seinen Prototyp weiter auszuarbeiten, wofür er das Projekt auf die Unity-Engine umstellte. Zeitgleich arbeitete er bei Bossa Studios als Lead Designer. Der Soundtrack wurde von David Housden komponiert.

## Rezeption
Das Spiel erhielt positive Kritiken.

„Erzählerisch unglaublich sympathisches, spielerisch leider zu einfaches Tüfteln.“

„Thomas Was Alone ist noch heute der perfekte Beweis, dass es keine bombastische Grafik oder gigantische Budgets benötigt, um emotionale Tiefe oder kreatives Storytelling in Spielen zu bieten. Alles, was man offenbar braucht, sind ein charmanter, humorvoller Erzähler und ein paar charismatische Quadrate.“

Danny Wallace wurde bei den BAFTA Video Game Awards 2013 für die beste Sprecherleistung ausgezeichnet. Nominiert war es daneben auch in den Kategorien beste Erzählung und bester Soundtrack.
Im April 2014 verkündete Entwickler Mike Bithell, dass das Spiel mehr als eine Million Mal verkauft wurde, ohne Einrechnung der kostenfreien Downloads durch Sonys Kundenabonnement PlayStation Plus. Aufgrund des Erfolgs seines Titels konnte er 2013 seine Beschäftigung bei Bossa Games für die vollständige Selbständigkeit aufgeben. Sein nächstes Projekt Volume erschien 2015.